# In direzione ostinata e contraria
In direzione ostinata e contraria è una compilation di Fabrizio De André pubblicata nel 2005.

## Contenuti
Il cofanetto si compone di tre CD e contiene 54 brani, tra i quali sono presenti anche un brano mai inciso su questo tipo di supporto ed un inedito, rispettivamente Titti, incisa solo su vinile, e Cose che dimentico, brano interpretato da De André insieme al figlio Cristiano, scritto insieme a Carlo Facchini e mai pubblicato prima.
I brani della raccolta sono stati scelti e curati da Dori Ghezzi, vedova di De André, con l'aiuto e la supervisione del maestro Gian Piero Reverberi, amico del cantautore ligure e arrangiatore di sei dei suoi album.
Le tracce sono state rimasterizzate da Antonio Baglio e Claudio Bozano a partire dai nastri originali delle registrazioni, con la collaborazione di Reverberi che di quei suoni fu l'artefice. Nel libretto Antonio Baglio spiega che i suoni sono stati trattati con strumentazione analogica senza nessun riduttore digitale del rumore con un'unica conversione digitale finale con la tecnologia DSD.
L'album include un libretto con tutti i testi delle canzoni inserite, oltre a note dei curatori e fotografie di De André. L'introduzione è affidata ad Aldo Grasso, che fa un ricordo commosso di colui che definisce "suo punto di riferimento insieme ad un drappello di scrittori e registi". È presente inoltre una spiegazione tecnica, ad opera di Antonio Baglio, delle operazioni eseguite sui master per recuperare il suono originale delle tracce.
Il brano Cose che dimentico è cantato live in coppia con il figlio Cristiano; il finale di Khorakhané è cantato dalla stessa Dori Ghezzi; Anime salve è interpretato da De André in coppia con Ivano Fossati; in Geordie De André canta dal vivo in coppia con la figlia Luvi; la versione di Una storia sbagliata scritta assieme a Massimo Bubola è quella del 1980 pubblicata come singolo, così come il brano Titti.

## Titolo
Il titolo della raccolta è stato scelto anch'esso da Dori Ghezzi ed è tratto da un verso del penultimo dei brani inseriti nella raccolta, la canzone del 1996 Smisurata preghiera, canzone che riassume efficacemente nel proprio testo tutte le tematiche dell'opera di De André, caratteristica che ben si concilia con il fatto che, quando fu pubblicata, fu inserita come ultima traccia nell'ultimo disco inciso in studio dal cantautore, Anime salve.

## Tracce

### CD1
1. Amore che vieni, amore che vai
2. La città vecchia
3. Via del Campo
4. Bocca di Rosa
5. La canzone di Marinella
6. La ballata dell'amore cieco (o della vanità)
7. Carlo Martello ritorna dalla battaglia di Poitiers
8. La guerra di Piero
9. La ballata dell'eroe
10. Il pescatore
11. La canzone dell'amore perduto
12. La ballata del Miché
13. Preghiera in gennaio
14. Valzer per un amore
15. Si chiamava Gesù
16. Il sogno di Maria
17. Ave Maria
18. Il testamento di Tito
19. Inverno
20. Girotondo
21. Terzo intermezzo
22. Recitativo (due invocazioni e un atto d'accusa)
23. Corale (leggenda del re infelice)

### CD2
1. La collina
2. Un giudice
3. Un ottico
4. Il suonatore Jones
5. Introduzione
6. Canzone del maggio
7. Il bombarolo
8. Verranno a chiederti del nostro amore
9. La cattiva strada
10. Giugno ´73
11. Canzone per l'estate
12. Amico fragile
13. Andrea
14. Volta la carta
15. Titti
16. Una storia sbagliata
17. Geordie

### CD3
1. Fiume Sand Creek
2. Hotel Supramonte
3. Se ti tagliassero a pezzetti
4. Crêuza de mä
5. Sidún
6. Â duménega
7. La domenica delle salme
8. 'A çimma
9. Don Raffaè
10. Khorakhané (a forza di essere vento)
11. Prinçesa
12. Ho visto Nina volare
13. Anime salve
14. Smisurata preghiera
15. Cose che dimentico  (live con Cristiano De André)